# Агнесса II (аббатиса)

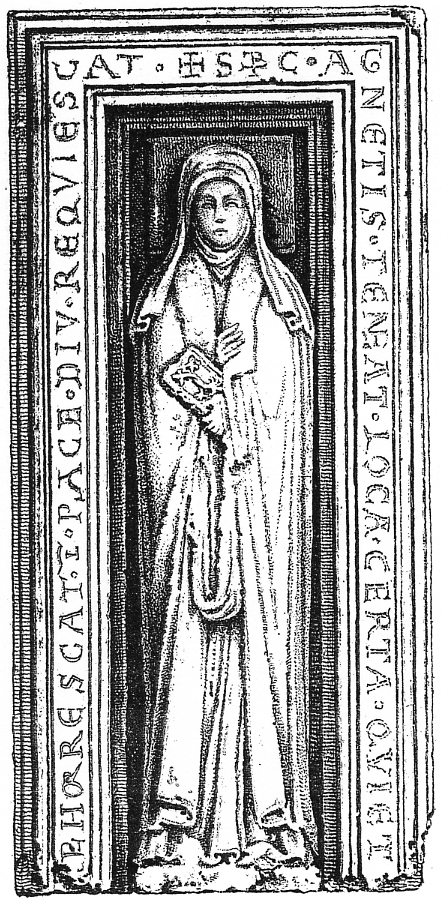
Надгробье Агнессы II

Агнесса II (нем. Agnes II; 1139 — 21 января 1203), также известная как Агнесса Мейсенская (нем. Agnes von Meißen) — принцесса-аббатиса Кведлинбургского аббатства, член немецкого рода Веттинов.

## Биография
Агнесса II родилась в 1139 году в Майсене в семье маркграфа Майсена Конрада и Лютгарды Швабской. В 1184 году была избрана преемницей Аделиды III, принцессы-аббатисы Кведлинбургского аббатства.
Агнесса была значительным покровителем искусства, а также миниатюристом и гравером. Во время её правления монахини Кведлинбургского аббатства изготавливали большие портьеры. Также Агнесса писала и иллюстрировала книги для богослужения. Она изготавливала гобелены, один из предназначался для отправки Папе Римскому.
Агнесса II умерла в Кведлинбургском аббатстве 21 января 1203 года.

## Наследие
Агнесса II фигурирует в художественной композиции Джуди Чикаго «Званый ужин» и представлена как одно из 999 имён в композиции «Этаж наследия».

## Внешние ссылки
- Серебряный пенни Агнессы II Мейсенской, аббатисы Кведлинбургской (англ.) (недоступная ссылка) Архивировано 6 августа 2008 года.